# Wahlbezirk Österreich ob der Enns 3
Der Wahlbezirk Österreich ob der Enns 3 war ein Wahlkreis für die Wahlen zum Abgeordnetenhaus im österreichischen Kronland Österreich ob der Enns (Oberösterreich). Der Wahlbezirk wurde 1907 mit der Einführung der Reichsratswahlordnung geschaffen und bestand bis zum Zusammenbruch der Habsburgermonarchie.

## Geschichte
Nachdem der Reichsrat im Herbst 1906 das allgemeine, gleiche, geheime und direkte Männerwahlrecht beschlossen hatte, wurde mit 26. Jänner 1907 die große Wahlrechtsreform durch Sanktionierung von Kaiser Franz Joseph I. gültig. Mit der neuen Reichsratswahlordnung schuf man insgesamt 516 Wahlbezirke, wobei mit Ausnahme Galiziens in jedem Wahlbezirk ein Abgeordneter im Zuge der Reichsratswahl gewählt wurde. Der Abgeordnete musste sich dabei im ersten Wahlgang oder in einer Stichwahl mit absoluter Mehrheit durchsetzen. Der Wahlbezirk Österreich ob der Enns 3 umfasste den (südlichen) Teil der Landeshauptstadt Linz, der nicht von den Wahlbezirk 1 bzw. Wahlbezirk 2 abgedeckt wurde sowie die Gemeinden Traun, Kleinmünchen, St. Peter und Leonding (alle Gerichtsbezirk Linz).
Aus der Reichsratswahl 1907 ging Anton Weiguny (Sozialdemokratische Arbeiterpartei) als Sieger hervor. Bei der Reichsratswahl 1911 konnte Weiguny sein Mandat verteidigen, wobei er jedoch bereits 1914 verstarb. Auf Grund des Ersten Weltkriegs wurde das Abgeordnetenhaus zwischen 1914 und 1917 nicht einberufen, weshalb es keine Ersatzwahl gab. Zweitstärkste Partei im Wahlbezirk war jeweils die  Christlichsoziale Partei, dahinter folgte die Deutsche Volkspartei.

## Wahlen

### Reichsratswahl 1907
Die Reichsratswahl 1907 wurde am 14. Mai 1907 (erster Wahlgang) durchgeführt. Die Stichwahl entfiel auf Grund der absoluten Mehrheit für Anton Weiguny im ersten Wahlgang.
| Kandidat                                                                    | Partei                             | Wahlkreisstimmen | Prozent |
| --------------------------------------------------------------------------- | ---------------------------------- | ---------------- | ------- |
| Anton Weiguny                                                               | Sozialdemokratische Arbeiterpartei | 4832             | 56,5 %  |
| Alexander Metz                                                              | Christlichsoziale Partei           | 2543             | 29,7 %  |
| Josef Dorninger                                                             | Deutsche Volkspartei               | 1127             | 13,2 %  |
| Sonstige                                                                    |                                    | 51               | 0,6 %   |
| Wahlberechtigte: 9215, Ungültige/Leere Stimmen: 93, Wahlbeteiligung: 93,8 % |                                    |                  |         |

### Reichsratswahl 1911
Die Reichsratswahl 1911 wurde am 13. Juni 1911 durchgeführt. Die Stichwahl entfiel auf Grund des absoluten Mehrheit von Weiguny im ersten Wahlgang.
| Kandidat                                                                     | Partei                             | Wahlkreisstimmen | Prozent |
| ---------------------------------------------------------------------------- | ---------------------------------- | ---------------- | ------- |
| Anton Weiguny                                                                | Sozialdemokratische Arbeiterpartei | 4686             | 51,9 %  |
| Georg Pischitz                                                               | Christlichsoziale Partei           | 2556             | 28,3 %  |
| Max Reder                                                                    | Deutsche Volkspartei               | 1710             | 19,0 %  |
| Sonstige                                                                     |                                    | 69               | 0,8 %   |
| Wahlberechtigte: 9943, Ungültige/Leere Stimmen: 297, Wahlbeteiligung: 93,7 % |                                    |                  |         |